# Hôpital adventiste de Gimbie
L'hôpital adventiste de Gimbie (en anglais, Gimbie Adventist Hospital) est un centre hospitalier adventiste à Gimbie Town, zone Ouest Wollega, dans la région d'Oromia en Éthiopie. 
Cet établissement est notamment spécialisé dans le traitement médical des femmes et des enfants. Il collabore avec Maternity Worldwide et Adventist Health International pour réduire le taux de mortalité et de maternités morbides, et pour améliorer la santé des femmes et des enfants,. Ses services incluent le traitement prénatal, la gynécologie, l'obsétrique, la chirurgie, le planning familial et le service clinique itinérant. L'hôpital gère aussi sept cliniques de campagne.
En 2005, l'activité médicale et humanitaire de l'hôpital adventiste de Gimbie a été mis à l'honneur dans le petit film documentaire, Footsteps of the Unknown (Les pas de l'inconnu). 